# TAMAMI
TAMAMI（たまみ、2月14日生）は、アダルトゲームを主に手がけるフリーのシナリオライター、小説家、脚本家。女性。

## 主な作品

### アダルトゲーム
- 夢の精（13cm、共著）
- 注射器（アーヴォリオ）
- Oh!きつねさま（きゅろっと）
- STARS（アーヴォリオ）
- 48〜図形の恋〜（13cm）
- 飼（13cm、共著）
- 好き好き大好き!（ 13cm、共著）
- 犬（D-XX）
- PureHeart 〜世界で一番アナタが好き〜（SAGA PLANETS）
- 箱娘〜100cm四方の愛〜（レックス）
- 恋愛CHU!〜彼女の秘密はオトコのコ？〜（SAGA PLANETS）
- 最強彼氏。（Spray）
- もっとLoveちゅ!〜恋愛CHU!FanDisk〜（SAGA PLANETS）
- 学園ヘヴン BOY'S LOVE SCRAMBLE!（Spray）
- 下座蟲（FLADY）
- ムギュ〜っと!ペットめいど（SAGA PLANETS、共著）
- 魔女の贖罪（ALICE SOFT）
- ウソツキは天使のはじまり（SAGA PLANETS）
- 妻しぼり（ALICE SOFT、共著）
- 鬼畜眼鏡（Spray）
- 鬼畜眼鏡R（Spray）
- 僕だけの保健室（ALICE SOFT）

### 一般ゲーム
- 恋愛CHU!ハッピーパーフェクト（GN Software）
- 学園ヘヴン BOY'S LOVE SCRAMBLE!（NECインターチャネル）
- 学園ヘヴン おかわりっ! BOY'S LOVE ATTACK!（NECインターチャネル）

### 携帯ゲーム
- まじかランチ（TAITO／BOYS CAFE）

### 小説
- 恋愛CHU！彼女の秘密はオトコのコ？ （パラダイム）
- 恋愛CHU！秘密の恋愛しませんか？ （パラダイム）
- 最強彼氏。（ビブロス、BGN）
- ずっとそばに（パラダイム）
- ウソツキは天使のはじまり（パラダイム）
- 学園ヘヴン遠藤編（ビブロス、リブレ出版）
- 鬼畜眼鏡（リブレ出版）
- 教えて！唯子先生（パラダイム）
- 奪われた姫君と真紅の紋章 （フランス書院）
- 鬼畜眼鏡―鬼畜克哉×御堂編（リブレ出版）
- ノーブルリージュ!（メディアファクトリー）
- 王子様の花嫁学校（プランタン出版）
- ノーブルリージュ！2（メディアファクトリー）